# Io Amo. Piccola filosofia dell'amore
Io amo è un saggio scritto dal teologo Vito Mancuso ed edito per la prima volta da Garzanti nel 2014.

## Struttura e tematiche
L'opera indaga, da diverse prospettive, la complessità della realtà umana e si sviluppa in tre capitoli, con un'appendice di quattro approfondimenti.
Nel primo ampio capitolo (Che cos'è) Mancuso presenta il fenomeno dell'amore, visto come forza d'espansione che domina l'universo a cui si partecipa con l'impulso erotico, analizza le sue caratteristiche e le sue forme a cominciare dal grande fenomeno dell'innamoramento, affronta la questione della sua origine, attinge alle voci poetiche, alla mitologia, alla scienza, la fisica quantistica, all'astrofisica; presenta l'amore nel mito con la centrale figura di Afrodite e tutte le altre figure leggendarie e magiche, cita le teorie che parlano di chimica dell'amore, considera la funzione del corpo e della personalità senza tralasciare la dimensione ideale. L'analisi si fa precisa proprio per la varietà di questa esperienza umana ed ecco la distinzione tra innamoramento e invaghimento, tra l'amore come caccia e come preda, il paragone tra la trasfigurazione che provoca l'innamoramento e quella dell'arte; ecco l'immaginario erotico femminile, l'amore nell'epoca del divertimento e delle immagini, ecco gli ostacoli che incontra il prezioso lavoro interiore su questo sentire che ha i suoi limiti ma può anche far raggiungere una dimensione di armonia e di pienezza. Scendendo ancora più in profondità il teologo individua cosa si ama, dal corpo, alla personalità fino alla "musica dell'esistenza che quella persona fa risuonare dentro di noi"; indica i diversi tipi di amore dal punto di vista di chi ama e di ciò che è amato; analizza l'amore personale e quello impersonale. Un posto a parte occupa l'amore per sé e quello per Dio, definiti "sovrapersonali", che sono legati organicamente. Il primo infatti, che è l'orientamento positivo verso se stessi, porta ad amare la bellezza, la giustizia, il bene contenuti nella nostra coscienza e dà senso all'amore per Dio, che è amore del bene e della giustizia. Concludendo il teologo afferma che l'amore nella sua essenza è una rivoluzione integrale che coinvolge la nostra libertà in un sistema duale in cui la coppia, qualcosa di più di una semplice somma, è una molecola spirituale.
Nel secondo capitolo (Come viverlo) Mancuso analizza le implicazioni pratiche delle considerazioni teoriche svolte nella prima parte e volge la sua attenzione all'esercizio della sessualità, nella convinzione che si può elaborare un'etica della sessualità, "intesa come custodia e promozione dell'amore autentico", che si può realizzare, superando l'amoralità della cultura dominante e il dogmatismo della dottrina cattolica e partendo dal basso, dalla coscienza di ognuno e dalle esigenze delle situazioni concrete.
Dice il teologo:
"Occorre quindi fondare e strutturare un'etica della vita sessuale, ma al contempo riconoscerne da subito i limiti: limiti estrinseci, perché non tutti gli individui alla prova concreta dei fatti risultano sempre in grado di osservarla, e limiti intrinseci, perché in quanto costruzione umana l'etica sarà sempre soggetta a evoluzione ed errori".
E ancora:
"Affermando il primato della coscienza e della dimensione soggettiva, io giungo a sostenere un'etica fondamentalmente formale, tale cioè da consistere non in precisi precetti che indichino cosa fare e cosa evitare, ma in criteri che orientino la libertà a raggiungere volta per volta nelle singole situazioni concrete il massimo del bene e dell'armonia relazionale".
Infine il capitolo affronta alcune questioni concrete: la masturbazione, i rapporti prematrimoniali, la fornicazione, la prostituzione, la regolazione delle nascite, l'adulterio, il divorzio, l'omoaffettività, che è trattato in un ampio passo molto interessante e innovativo, la bisessualità, la transessualità. Si conclude con la sottolineatura dell'amore come forza di educazione spirituale e via per creare la dimensione dello spirito.
Nel terzo capitolo (Qual è il suo messaggio) Mancuso indica nell'amore la prospettiva privilegiata per l'individuazione del «senso della vita». L'amore, che come eros è il motore dell'essere-energia, dice che c'è una stretta connessione tra fisica ed etica, data da un'unica legge che ordina il macrocosmo-mondo e il microcosmo-uomo, a cui tutti partecipano, perché la si può realizzare dentro e fuori di ognuno, favorendo l'armonia delle relazioni con gli altri e perseguendo il bene e la giustizia.
La prima delle quattro appendici è una disamina dell'amore inteso come forza cosmica nel pensiero antico, in Egitto, in India, in Grecia; la seconda è un'utile storia della morale sessuale cattolica con una rassegna dei maggiori teologi; la terza è una sintesi dell'etica sessuale delle più importanti religioni. L'ultima appendice, Il fondamento fisico dell'etica, nasce dal bisogno di individuare la legittimità dell'etica in un tempo in cui questa viene messa in dubbio ed è basato su un concetto di natura, la cui logica interiore, la crescita della complessità e dell'organizzazione vitale nonostante il caos e il disordine, è la relazione ordinata, realizzando la quale si fa il bene, ciò che è giusto, ordine, armonia. Per questo praticare l'etica, come relazione armoniosa con gli altri, significa essere fedeli a se stessi perché parti di quella logica e significa il rispetto della giustizia anche nell'esercizio della sessualità.